# Попов, Георгий Тимофеевич
Георгий Тимофеевич Попов (1919—1947) — советский военный лётчик морской авиации. Участник Великой Отечественной войны. Герой Советского Союза (5.11.1944). Капитан (27.07.1944).

## Биография
Георгий Тимофеевич Попов родился 10 февраля 1919 года в станице Урюпинская Урюпинского юрта Хопёрского округа области Войска Донского РСФСР (ныне город Урюпинск, районный центр Волгоградской области Российской Федерации) в семье рабочего. Русский. Образование 7 классов. 
В августе 1937 года Г. Т. Попов был призван в ряды Рабоче-крестьянской Красной Армии. После прохождения срочной службы Георгий Тимофеевич решил связать свою жизнь с военной авиацией и поступил в Балашовскую военную авиационную школу пилотов, которую окончил в 1941 году уже после начала Великой Отечественной войны. Затем стажировался в 1-м запасном авиационном полку ВВС ВМФ в Саратове.
В боях с немецко-фашистскими захватчиками младший лейтенант Г. Т. Попов с июня 1942 года в составе 36-го минно-торпедного авиационного полка 63-й тяжелобомбардировочной авиационной бригады дальнего действия ВВС Черноморского флота. Участник битвы за Кавказ. На бомбардировщике ДБ-3Ф совершил 9 ночных боевых вылетов. В августе 1942 года Георгия Тимофеевича направили в запасной полк, где он прошёл переобучение на штурмовике Ил-2. Весной 1943 года младший лейтенант Г. Т. Попов получил назначение на должность командира звена во 2-ю эскадрилью 8-го гвардейского штурмового авиационного полка Морской авиационной группы Новороссийского оборонительного района. В период с апреля по октябрь 1943 года в боях за освобождение Кавказа Георгий Трофимович совершил 16 эффективных боевых вылетов, в ходе которых нанёс существенный урон врагу в живой силе и технике. За этот период Г. Т. Попов оказывал штурмовую поддержку десанту в Мысхако, содействовал наземным частям в прорыве Голубой линии и ликвидации группировки немецких войск на Таманском полуострове, осуществляя штурмовку переднего края немецкой обороны в районе станиц Крымская и Неберджаевская, уничтожал плавсредства противника на линии Анапа—Керчь. 25 апреля 1943 года младший лейтенант Г. Т. Попов в составе группы совершил налёт на немецкие позиции в районе села Федотовка, в ходе которого было уничтожено до 200 солдат и офицеров противника, 6 автомашин с грузами и подавлен огонь двух миномётных батарей. 3 мая 1943 года Георгий Трофимович участвовал в штурмовке аэродрома Анапа, в ходе которой под сильным зенитным огнём лётчики полка уничтожили 7 и повредили 9 вражеских самолётов. 2 июля 1943 года в северо-западной части Бугазского лимана бомбовым ударом гвардии младший лейтенант Попов пустил на дно торпедный катер и сухогрузную баржу противника и ещё одну баржу серьёзно повредил. 8 июля 1943 года группа штурмовиков Ил-2, в составе которой был Г. Т. Попов, в 3-х километрах от побережья в районе посёлка Благовещенская Анапского района обнаружила и атаковала группу из 6 быстроходных десантных барж противника, две из которых были потоплены и ещё две получили сильные повреждения. В августе — сентябре 1943 года лётчики морской авиации устроили настоящую охоту за немецкими плавсредствами, на которых происходила эвакуация немецких и румынских войск с Таманского полуострова. За это время гвардии младший лейтенант Г. Т. Попов потопил 3 быстроходные десантные баржи и 2 самодвижущихся понтона.
Осенью 1943 года Г. Т. Попов был переведён на должность заместителя командира 1-й авиаэскадрильи 47-го штурмового авиационного полка 11-й штурмовой авиационной дивизии ВВС Черноморского флота. В ноябре-декабре 1943 года лётчики полка оказывали штурмовую поддержку наземным частям в ходе Керченско-Эльтигенской десантной операции. Затем до мая 1944 года участвовали в боях за освобождение Крыма, вели боевую работу на морских коммуникациях противника и уничтожали его плавсредства в портах Феодосия, Киик-Атлама и Судак. 11 апреля 1944 года Г. П. Попов во время атаки надводных целей в порту Феодосия лично потопил торпедный катер. 22 и 23 апреля 1944 года топмачтовыми ударами в районе Севастополя он уничтожил вражеский танкер, сторожевой корабль и канонерскую лодку. 28 апреля 1944 года Георгий Трофимович в качестве ведущего 1-й эскадрильи участвовал в комбинированном налёте на конвой противника, состоявшего из 6 транспортов и 8 кораблей охранения. В результате атаки трёх эскадрилий полка 2 транспорта и 2 сторожевых корабля были потоплены. Ещё на трёх кораблях возникли пожары. 9 мая 1944 года Г. Т. Поповым в Камышовой бухте были потоплены транспорт и быстроходная десантная баржа, а 10 мая он уничтожил немецкий транспорт у мыса Херсонес. 1 июня 1944 года Георгий Тимофеевич получил звание старшего лейтенанта и был назначен командиром 1-й эскадрильи 47-го штурмового авиационного полка. К боевой работе в новой должности он приступил уже на Балтике, куда его полк в составе 11-й штурмовой авиационной дивизии был переброшен после освобождения Крыма в мае 1944 года.
10 июня 1944 года в составе ВВС Балтийского флота 11-я штурмовая авиационная дивизия включилась в Выборгско-Петрозаводскую операцию. Только в течение июня 1944 года старший лейтенант Г. П. Попов совершил 18 боевых вылетов на штурмовку скоплений немецких и финских войск, разрушение их укреплений на Карельском перешейке, подавление зенитной артиллерии на островах Выборгского залива и уничтожение плавсредств в районе островов Тейкар-Сари, Суонион-Сари, Тупиуран-Сари и Сатама-Лахт. За этот период он лично уничтожил 2 транспорта противника, 2 тральщика и 3 сторожевых катера. За один день 5 июля 1944 года Георгий Тимофеевич пустил на дно сторожевой корабль, тральщик и быстроходную десантную баржу. 17 июля 1944 года старший лейтенант Г. Т. Попов лично руководил действиями своей эскадрильи во время операции по уничтожению немецкого крейсера «Ниобе». В ходе налёта на рейд порта Котка штурмовики 1-й эскадрильи 47-го штурмового авиационного полка подавили финские зенитные средства, обеспечив выход на цель топ-мачтовых бомбардировщиков группы И. Н. Пономаренко. 20 июля 1944 года Г. Т. Попов водил группу из 18 ИЛ-2 на уничтожение эскадры кораблей противника в Нарвском заливе севернее села Тойла. В результате налёта группой было потоплено 2 сторожевых корабля и 1 тральщик.
Всего к 22 июля 1944 года старший лейтенант Г. Т. Попов совершил 97 боевых вылетов, в ходе которых он лично уничтожил 5 транспортных кораблей противника, 1 сторожевой корабль, 5 сторожевых катеров, 4 торпедных катера, 3 тральщика, 7 быстроходных десантных барж, 3 самоходных понтона, 2 сухогрузных баржи, 1 портовый катер, 10 самолётов на аэродромах, 67 автомашин, 1 трактор, 1 радиостанцию, 5 ДЗОТов. В результате бомбово-штурмовых ударов Г. Т. Поповым подавлен огонь 3 батарей крупнокалиберной и 10 батарей малокалиберной зенитной артиллерии, 9 миномётных батарей и 6 полевых орудий. Потери противника в живой силе составили до 1300 человек. 54 боевых вылета Георгий Тимофеевич совершил в качестве ведущего групп штурмовиков Ил-2 в составе от 6 до 28 самолётов. За период с 1 июня по 22 июля 1944 года эскадрилья старшего лейтенанта Г. Т. Попова совершила 243 боевых вылетов, в ходе которых было уничтожено 5 транспортов, 4 быстроходные десантные баржи, 2 сторожевых корабля, 5 сторожевых катеров, 6 тральщиков, 2 сухогрузные баржи, подавлен огонь 21 зенитной, 3 артиллерийских и 7 миномётных батарей. В воздушных боях лётчики эскадрильи сбили 3 истребителя ФД-21. Большое внимание Г. Т. Попов уделял подготовке молодых лётчиков. За короткое время пребывания в должности командира эскадрильи он подготовил к боевой работе 7 новых пилотов. Указом Президиума Верховного Совета СССР от 5 ноября 1944 года старшему лейтенанту Попову Георгию Тимофеевичу было присвоено звание Героя Советского Союза.
С августа 1944 года 11-я штурмовая авиационная дивизия ВВС Балтийского флота включилась в сражения за освобождение северо-западных районов России и Прибалтики. Капитан Г. Т. Попов водил группы штурмовиков на уничтожение плавсредств противника в портах Азери, Кунда, Таллин и в акваториях Финского и Нарвского заливов, штурмовку баз на острове Эзель. 1 августа 1944 года группа из 6 Ил-2, ведущим которой был Попов, в порту Кунда уничтожила 2 сторожевых корабля и 1 тральщик. 22 сентября 1944 года в порту города Таллина группа Попова в составе трёх Ил-2 под сильным зенитным огнём потопила транспорт водоизмещением 6000 тонн. Ещё на одном транспорте возник сильный пожар. С осени 1944 года 47-й штурмовой авиационный полк сосредоточился на блокаде немецкой группы армий «Курляндия». 1-я эскадрилья капитана Попова с 14 октября 1944 года по 10 апреля 1945 года произвела 325 боевых вылетов на уничтожение плавсредств противника в военно-морских базах Курессааре, Либава, Мемель, Пиллау и на морских коммуникациях в Балтийском море, на штурмовку переднего края немецкой обороны на мемельском и либавском направлениях. Лётчиками эскадрильи за это время было потоплено 7 немецких транспортов, 2 десантные баржи, 1 танкер, 2 сторожевых катера и 1 сторожевой корабль, 2 мотобота, 1 сухогрузная баржа. В результате штурмовок был подавлен огонь 3 миномётных и 6 артиллерийских батарей, 7 полевых орудий, уничтожено 32 автомашины с грузами, 5 тягачей, 5 зенитных батарей и 4 склада с боеприпасами. Командир эскадрильи капитан Г. Т. Попов за этот период совершил 21 боевой вылет, лично потопил немецкий транспорт водоизмещением 7000 тонн и сухогруз, уничтожил 2 склада с боеприпасами, 10 автомашин, 2 четырёхорудийные батареи зенитной артиллерии. Последний боевой вылет капитан Попов совершил 8 мая 1945 года на бомбардировку военно-морской базы Либава. Всего к концу войны Георгий Тимофеевич совершил свыше 130 боевых вылетов.
После окончания Великой Отечественной войны Г. Т. Попов продолжил службу в морской авиации. С февраля 1946 года командовал эскадрильей 8-го штурмового авиационного полка ВМФ, который дислоцировался на аэродроме города Пярну. 26 января 1947 года капитан Г. П. Попов должен был совершить полёт на штурмовике Ил-10. Но в момент взлёта произошёл отказ двигателя. Самолёт перевернулся и загорелся. Лётчик погиб. По просьбе родственников и по решению местных властей Г. Т. Попов был похоронен в парке культуры и отдыха города Урюпинска Волгоградской области.

## Награды
- Медаль «Золотая Звезда» (05.11.1944);
- орден Ленина (05.11.1944);
- четыре ордена Красного Знамени (03.10.1943; 30.04.1944; 26.06.1944; 18.10.1944);
- орден Александра Невского (26.04.1945);
- медали.

## Память
- Памятник Герою Советского Союза Г. Т. Попову установлен в городе Урюпинске Волгоградской области.
- Именем Героя Советского Союза названа улица в городе Урюпинске Волгоградской области.

## Документы
- Общедоступный электронный банк документов «Подвиг Народа в Великой Отечественной войне 1941—1945 гг.» Дата обращения: 21 ноября 2012. Архивировано из оригинала 13 марта 2012 года.

Представление к званию Героя Советского Союза и указ ПВС СССР о присвоении звания. Дата обращения: 21 ноября 2012. Архивировано 9 января 2013 года.
Орден Красного Знамени (наградной лист и приказ о награждении от 03.10.1943). Дата обращения: 21 ноября 2012. Архивировано 9 января 2013 года.
Орден Красного Знамени (наградной лист и приказ о награждении от 30.04.1944). Дата обращения: 21 ноября 2012. Архивировано 9 января 2013 года.
Орден Красного Знамени (наградной лист и приказ о награждении от 26.06.1944). Дата обращения: 21 ноября 2012. Архивировано 9 января 2013 года.
Орден Красного Знамени (наградной лист и приказ о награждении от 18.10.1944). Дата обращения: 21 ноября 2012. Архивировано 9 января 2013 года.
Орден Александра Невского (наградной лист и приказ о награждении). Дата обращения: 21 ноября 2012. Архивировано 9 января 2013 года.
- Обобщенный банк данных «Мемориал». Дата обращения: 22 ноября 2012. Архивировано из оригинала 10 мая 2012 года.

Учётная карточка захоронения 34-707. Дата обращения: 22 ноября 2012. Архивировано 9 января 2013 года.
Схема захоронения 34-707. Дата обращения: 22 ноября 2012. Архивировано 9 января 2013 года.